# Айяла, Даниэль Санчес
Даниэль Санчес Айя́ла (исп. Daniel Sanchez Ayala; род. 7 ноября 1990, Севилья, Испания) — испанский футболист, защитник.

## Карьера

### «Ливерпуль»
Даниэль выступал за резервную команду «Ливерпуля» в сезоне 2008/2009 годов. Перед началом кампании 2009/2010 он был вызван в первую команду на сборы в Швейцарию в связи с травмой Даниэля Аггера. Айяла хорошо себя проявил и смог дебютировать в основном составе уже в первом туре чемпионата Англии 2009/2010, когда во втором тайме матча против «Тоттенхэм Хотспур» он вышел на замену получившему травму Мартину Шкртелу.

### «Норвич Сити»
16 августа 2011 года Даниэль за 800 тыс. фунтов присоединился к новичку Премьер-Лиги «Норвич Сити», подписав с клубом 4-летний контракт.
7 августа 2012 года Айяла на правах аренды до конца сезона перешёл в «Ноттингем Форест».

### «Мидлсбро»
23 октября 2013 года Айяла отправился в трехмесячную аренду в «Мидлсбро». Спустя несколько дней, в своём первом матче за «речников», Даниэль отметился забитым мячом и помог своей команде разгромить «Донкастер Роверс» со счётом 4:0.
24 января 2014 года защитник подписал постоянный контракт с «Мидлсбро» сроком на 3,5 года. Сумма сделки составила около 350 тыс. фунтов.

## Международная карьера
Даниэль вызывался в молодёжную сборную Испании, проведя в её составе всего один матч — 24 марта 2011 года против сборной Франции (2:3).

## Достижения
- Вице-чемпион Футбольной лиги Англии: 2015/16